# Festa dos velhos
A festa dos velhos realiza-se no dia de Natal, 25 de Dezembro, na aldeia de Bruçó no concelho de Mogadouro.
De manhã cedo os jovens reúnem-se em casa da mordoma-mor para assumirem as suas personagens. A escolha dos personagens é feita secretamente.
Depois de escolhidos saem à rua dois casais, um composto pelo Soldado e a Sécia e o outro por um casal de velhos, ambos os casais estão mascarados e vestidos a rigor.
A Sécia, sempre protegida pelo Soldado, é uma mulher "mundana e de vida fácil", que carrega no colo uma boneca a fingir de bebé. Ao longo da cortejo, a Sécia é importunada pelos rapazes mais afoitos outros dizem-lhe palavras obscenas e provocatórias: "Maria vais com todos sua galdéria ". O Soldado, para proteger a Sécia, vai distribuindo "cinturadas" com um cinto de cabedal grosso para "limpar a honra", já que o intuito dos rapazes é "roubar a Sécia ao marido".
O casal de velhos tenta manter a calma e ordem pública durante o cortejo. Brandindo um cajado na mão, perseguem os provocadores e limpam a rua das bexigas de porco cheias de ar, que os rapazes lhes jogam para os provocar.
A festa dos velhos integra-se nas celebrações rituais pagãs de celebração do solstício de Inverno.